# Dacus elatus
Dacus elatus är en tvåvingeart som beskrevs av White 2006. Dacus elatus ingår i släktet Dacus och familjen borrflugor. Inga underarter finns listade i Catalogue of Life.